# Guelmoise
La race Guelmoise ou race de Guelma est une race bovine algérienne.

## Origine
Elle est originaire de la région de Guelma dans l'est de l'Algérie.
Elle appartient au rameau sans bosse et à courtes cornes d'Afrique du nord. 

## Morphologie
Elle porte une robe blonde, fauve ou grise à pattes plus foncées. Le dimorphisme sexuel donne une couleur plus sombre chez le taureau. Les cornes courtes sont grosses au front et s'affinent. Chez les vaches, elles ont une forme de lyre et en croissant vers l'avant chez le taureau. Les muqueuses sont sombres.
C'est une race de petite taille mesurant de 80 à 110 cm et pesant 175 à 200 kg pour les vaches et 220 à 250 kg pour les bœufs.

## Aptitudes
C'est une petite race à tout faire. Elle tracte les outils agricoles et charrettes, donne peu de lait mais élève son veau en terrain pauvre et aride. Les animaux sont laissés en pâture libre en forêt.
L'élevage des jeunes donne des bœufs de travail réputés pour leur endurance et leur rapidité : des trajets de 40 km par jour sont possibles. Ils descendent en plaine plus fertile en fin de carrière pour y être engraissés. Ils donnent à l'abattage des carcasses comportant plus de 50 % de viande de bonne qualité gustative.
C'est une race qui donne de bons sujets en métissage avec des zébus. Les animaux sont plus grands et donc plus forts. Ils héritent la qualité de viande et d'engraissement de la guelmoise avec la frugalité et la résistance aux maladies du zébu.